# George Russell
George William Russell (sinh ngày 15 tháng 2 năm 1998) là một tay đua Công thức 1 người Anh. Vào mùa giải 2023, Russell thi đấu cho Mercedes.

## Sự nghiệp

### Trước Công thức 1
George Russell là thành viên của học viện tay đua Mercedes. Anh đã đạt rất nhiều thành tích cao ở các giải trẻ như vô địch giải Formula 4 Championship 2014, vô địch GP3 Series 2017 và vô địch giải Formula 2 (Công thức 2) 2018.

### Công thức 1 (từ năm 2019)

#### Williams (2019-2021)

##### 2019: Mùa giải đầu tiên tại Công thức 1
Từ năm 2019-2021, Russell đua chính F1 ở đội đua Williams theo hình thức cho mượn từ Mercedes. Đồng đội của anh là tay đua người Ba Lan Robert Kubica.
Chiếc xe năm 2019 của đội, FW42, là chiếc xe chậm nhất trong mùa giải này. Tại hầu hết các chặng đua, Kubica là đối thủ duy nhất của Russell. Vòng sáu, chặng đua GP Monaco, là cuộc đua đầu tiên mà Russell về đích trước các tay đua của các đội khác, cụ thể là hai tay đua của đội Alfa Romeo và Lance Stroll. Tại chặng đua GP Đức, nơi mà bị ảnh hưởng bởi mưa, Russell về đích thứ 13 nhưng được thăng lên thứ 11 sau khi các tay đua Alfa Romeo bị phạt. Anh suýt chút nữa ghi được điểm Công thức 1 đầu tiên của mình sau khi bị Kubica vượt qua ở những vòng cuối.
Anh phải bỏ cuộc lần đầu tiên ở chặng đua GP Singapore khi Romain Grosjean bị va chạm trong khi Grosjean cố gắng vượt, khiến Russell đâm vào tường. Anh lại tiếp tục phải bỏ cuộc tại chặng đua GP Nga với vấn đề về bánh xe. Tại chặng đua GP Brazil, có đến một trong số ít cơ hội trong mùa giải đầu tiên của Russell đã về đích trước những chiếc xe khác, nơi chiếc xe an toàn đến muộn giúp anh về đích ở vị trí thứ 12, chỉ kém vị trí lấy điểm 1,5 giây. Russell kết thúc mùa giải ở vị trí thứ 20 với chức vô địch dành cho các tay đua. Anh cũng là tay đua duy nhất không ghi được điểm nào.

##### 2020
Russell tiếp tục lái xe cho Williams vào năm 2020, được hợp tác bởi cựu đối thủ Công thức 2 Nicholas Latifi. Anh đã phải bỏ cuộc tại chặng đua GP Áo, chặng đua mở đầu mùa giải do mất áp suất nhiên liệu. Anh đã bắt đầu chặng đua GP Styria ở vị trí thứ 11 sau một vòng phân hạng ẩm ướt, vượt qua vị trí lưới tốt nhất trước đó của anh. Anh đã đi vào sỏi ở những vòng đầu tiên và cuối cùng về đích ở vị trí thứ 16. Cả hai tay đua của Williams đều phải vật lộn để đuổi kịp các tay đua khác. 
Anh ấy đã bị giáng xuống cuối cùng tại chặng đua GP Anh vì không chạy chậm trong lúc cờ vàng ở vòng loại nhưng đã phục hồi ở vị trí thứ 12 trong cuộc đua. Anh ấy đã bị bắt phải bỏ cuộc khỏi chặng đua GP Bỉ sau khi một bánh lạc hướng từ chiếc xe bị tai nạn của Antonio Giovinazzi đâm vào chiếc Williams của anh. Tại chặng đua GP Tuscan, Russell xuất phát ở vị trí thứ 18 nhưng chạy ở vị trí tính điểm trong phần lớn thời gian của cuộc đua với sự hỗ trợ của nhiều lần các tay đua khác bỏ cuộc. Anh đứng ở vị trí thứ 9 trước giai đoạn cờ đỏ thứ hai nhưng bắt đầu lại không tốt và cuối cùng đứng ở vị trí thứ 11, kém vị trí thứ 10 chưa đầy ba giây. Tại chặng đua GP Emilia Romagna, Russell đã lao ra khỏi vị trí thứ 10 khi chạy theo xe an toàn, một sự cố mà anh ấy mô tả là "sai lầm lớn nhất trong sự nghiệp của mình".

##### 2021
Năm 2021, Russell có tình huống va chạm nguy hiểm với Valtteri Bottas ở chặng đua GP Emilia Romagna. Từ giữa mùa giải, anh có kết quả ngày một tốt hơn khi đã ghi điểm ở chặng đua GP Hungary và giành vị trí thứ 2 ở chặng đua GP Bỉ (đây là chặng đua không có vòng đua chính thức nào do trời mưa to). Tại chặng đua GP Nga, anh xuất phát ở vị trí thứ 3 sau đồng hương Lando Norris và Carlos Sainz Jr., thế nhưng trong suốt chặng đua anh rơi xuống vài vị trí và về đích ở vị trí thứ 10. 
Trong mùa giải này, anh lấy tổng cộng 16 điểm và đứng thứ 15.

#### Mercedes (2020; từ năm 2022)

##### 2020
Ở chặng đua GP Sakhir 2020, do Lewis Hamilton bị nhiễm COVID-19 nên Mercedes đã chọn Russell là người đua thay. Anh giành được vị trí xuất phát thứ hai và đã vượt lên dẫn đầu sau pha xuất phát. Đáng tiếc là Mercedes đã nhiều lần pit lỗi khiến cho Russell bị tụt xuống vị trí thứ 9.

##### 2022: Mùa giải đầu tiên với Mercedes và chặng chiến thắng đầu tiên trong sự nghiệp
Russell tham gia đội Mercedes để thay thế Valtteri Bottas. Anh cũng là đồng đội mới của Lewis Hamilton.

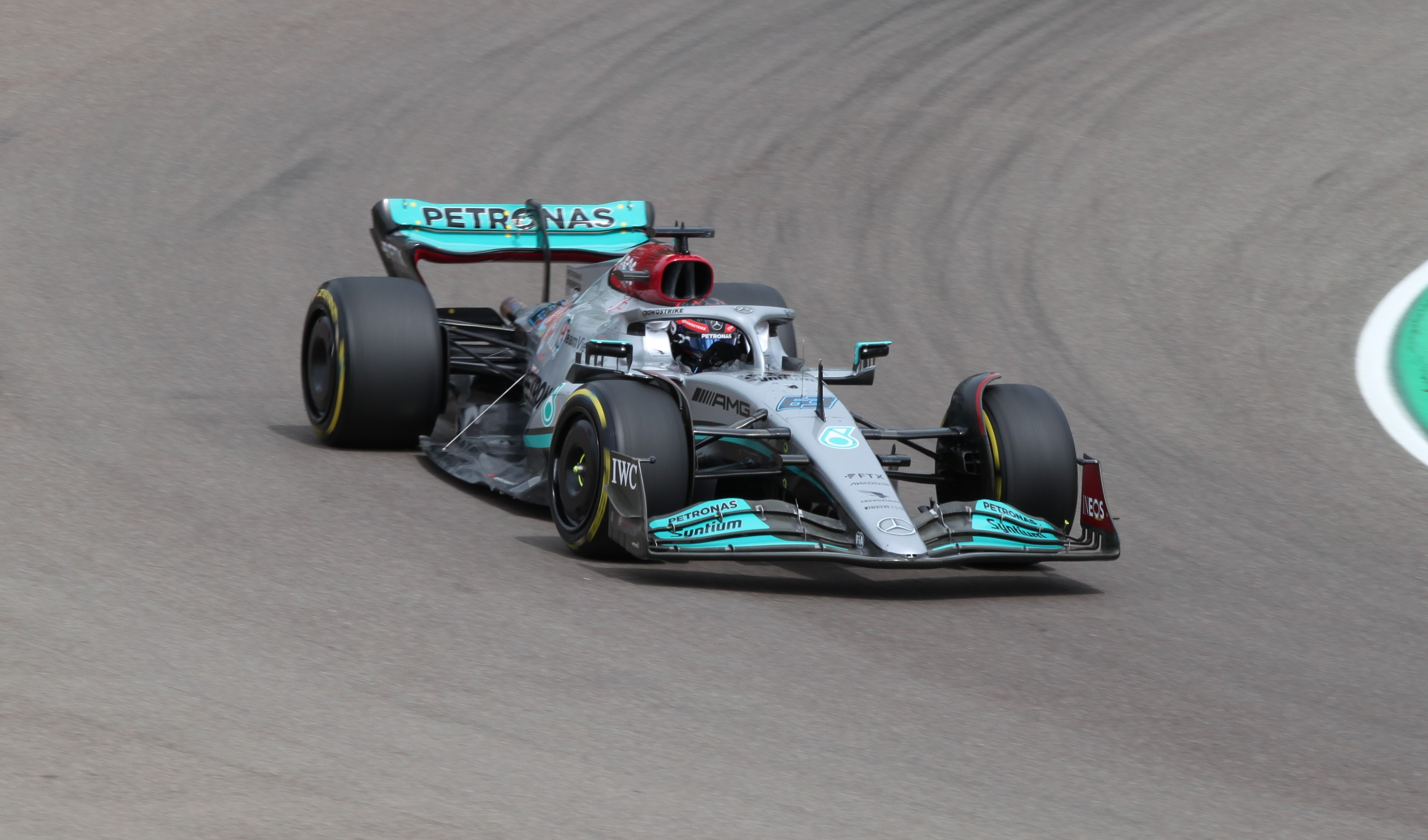
George Russell vào mùa giải 2022

Trong chặng đua đầu tiên với tư cách là tay đua cho Mercedes, Russell đã về thứ tư. Tại chặng đua GP Úc, sau khi xuất phát ở vị trí thứ 6, anh đạt được vị trí thứ 3. Đó cũng chính là lần thứ hai anh ấy lên podium trong sự nghiệp Công thức 1 của anh cũng như là lần đầu tiên với tư cách là đua cho Mercedes. Cho đến chặng đua GP Anh, Russell luôn về đích ở trong 5 vị trí dẫn đầu (top 5), trong đó lên được podium bốn lần.
Tại chặng đua GP Anh, Russell đã tham gia vào một vụ va chạm ở vòng đầu tiên liên quan đến một số tay đua. Bị thủng lốp, Russell nhảy ra khỏi xe của mình để kiểm tra Zhou Guanyu (chiếc xe của anh ta lao qua thanh chắn lốp và hàng rào) với ý định tham gia lại cuộc đua khi anh đã chắc chắn rằng Zhou đã an toàn. Tại chặng đua GP Hungary, Russell đã giành được vị trí pole đầu tiên của mình trong Công thức 1. Anh đã đánh bại Carlos Sainz để giành pole với khoảng cách thời gian 44 phần trăm giây với thời gian vòng đua ở Q3 là 1:17:337. Tại chặng đua GP São Paulo, Russell vượt qua vòng loại ở vị trí thứ ba trước khi giành chiến thắng trong cuộc đua sprint trước Carlos Sainz Jr. Anh cũng đồng thời chiến thắng chặng đua này và giúp Mercedes giành chiến thắng trong cuộc đua đầu tiên trong mùa giải, về đích trước người đồng đội và đồng hương Lewis Hamilton. 
Russell kết thúc mùa giải thứ tư với chức vô địch dành cho các tay đua, ghi được 275 điểm so với 240 của Hamilton.

## Thống kê thành tích
(tính đến chặng đua GP Abu Dhabi 2022)
| Năm  | Giải đua                            | Đội đua                       | Số chặng | Số chiến thắng | Vị trí pole | Vòng đua nhanh nhất | Podiums | Tổng điểm | Vị trí trong BXH |
| ---- | ----------------------------------- | ----------------------------- | -------- | -------------- | ----------- | ------------------- | ------- | --------- | ---------------- |
| 2014 | BRDC Formula 4 Championship         | Lanan Racing                  | 24       | 5              | 3           | 4                   | 11      | 483       | 1                |
| 2014 | Formula Renault 2.0 Alps            | Koiranen GP                   | 12       | 0              | 0           | 0                   | 1       | 123       | 4                |
| 2014 | Eurocup Formula Renault 2.0         | Koiranen GP                   | 2        | 0              | 0           | 0                   | 0       | 0         | KXH†             |
| 2014 | Eurocup Formula Renault 2.0         | Tech 1 Racing                 | 2        | 1              | 1           | 1                   | 1       | 0         | KXH†             |
| 2015 | FIA Formula 3 European Championship | Carlin                        | 33       | 1              | 0           | 0                   | 3       | 203       | 6                |
| 2015 | Masters of Formula 3                | Carlin                        | 1        | 0              | 0           | 0                   | 1       |           | 2                |
| 2016 | FIA Formula 3 European Championship | HitechGP                      | 30       | 2              | 3           | 3                   | 10      | 264       | 3                |
| 2016 | Macau Grand Prix                    | HitechGP                      | 1        | 0              | 1           | 0                   | 0       |           | 7                |
| 2017 | GP3 Series                          | ART Grand Prix                | 15       | 4              | 4           | 5                   | 7       | 220       | 1                |
| 2018 | FIA Formula 2 Championship          | ART Grand Prix                | 24       | 7              | 5           | 6                   | 11      | 287       | 1                |
| 2019 | Công thức 1                         | ROKiT Williams Racing         | 21       | 0              | 0           | 0                   | 0       | 0         | 20               |
| 2020 | Công thức 1                         | Williams Racing               | 16       | 0              | 0           | 0                   | 0       | 3         | 18               |
| 2020 | Công thức 1                         | Mercedes-AMG Petronas F1 Team | 1        | 0              | 0           | 1                   | 0       | 3         | 18               |
| 2021 | Công thức 1                         | Williams Racing               | 22       | 0              | 0           | 0                   | 1       | 16        | 15               |
| 2022 | Công thức 1                         | Mercedes-AMG Petronas F1 Team | 22       | 1              | 1           | 4                   | 8       | 275       | 4                |

Chú thích:
- KXH = Tay đua không được xếp hạng
- * Mùa giải đang diễn ra